# Piłka siatkowa na Letnich Igrzyskach Olimpijskich 2012 – turniej plażowy kobiet
Turniej olimpijski w siatkówce plażowej kobiet podczas XXX Letnich Igrzysk Olimpijskich w Londynie był 5. edycją w historii i odbył się w dniach od 28 lipca do 8 sierpnia 2012 roku. Do rywalizacji przystąpiło 24 zespoły.

## Uczestniczki
| Sposób kwalifikacji                                             | Miejsc | Zakwalifikowane |
| --------------------------------------------------------------- | ------ | --- |
| Gospodarz                                                       | 1      | Dampney\Mullin |
| Ranking FIVB Beach Volleyball Olympic (stan na 17 czerwca 2012) | 16     | Juliana\Larissa Xue\Zhang May\Walsh Antonelli\Talita Kessy\Ross Keizer\Van Iersel Cicolari\Menegatti Holtwick\Semmler Háječková\Klapalová Baquerizo\Liliana Goller\Ludwig Kuhn\Zumkehr Schwaiger D.\Schwaiger S. Bawden\Palmer Kolocová\Sluková Arwaniti\Tsiartsiani |
| Puchar kontynentalny 2010-12                                    | 5      | Rigobert\Li Yuk Lo Gallay\Zonta Chomiakowa\Ukołowa Lessard\Martin Cook\Hinchley |
| Beach Volleyball World Cup                                      | 2      | Meppelink\van Gestel Wasina\Wozakowa |
| Razem                                                           | 24     | |

## Runda wstępna

### Grupa A
Tabela
| Lp. | Drużyna             | Pkt | Mecze | Mecze | Mecze | Sety | Sety | Sety  | Małe punkty | Małe punkty | Małe punkty |
| Lp. | Drużyna             | Pkt | M     | W     | P     | wyg. | prz. | ratio | zdob.       | str.        | ratio       |
| --- | ------------------- | --- | ----- | ----- | ----- | ---- | ---- | ----- | ----------- | ----------- | ----------- |
| 1   | Felisberta/França   | 6   | 3     | 3     | 0     | 6    | 0    | MAX   | 126         | 71          | 1.775       |
| 2   | Holtwick/Semmler    | 5   | 3     | 2     | 1     | 4    | 2    | 2.000 | 115         | 97          | 1.186       |
| 3   | Háječková/Klapalová | 4   | 3     | 1     | 2     | 2    | 4    | 0.500 | 106         | 107         | 0.991       |
| 4   | Rigobert/Li Yuk Lo  | 3   | 3     | 0     | 3     | 0    | 6    | 0.000 | 52          | 126         | 0.413       |

Źródło: 
Zasady ustalania kolejności: 1. liczba zdobytych punktów; 2. wyższy stosunek setów; 3. wyższy stosunek małych punktów.
Punktacja: zwycięstwo – 2 pkt; porażka – 1 pkt
Wyniki
| Data  | Drużyna 1           | Wynik | Drużyna 2           | Sety         |
| ----- | ------------------- | ----- | ------------------- | ------------ |
| 28.07 | Holtwick/Semmler    | 2:0   | Háječková/Klapalová | 21:16, 21:18 |
| 28.07 | Felisberta/França   | 2:0   | Rigobert/Li Yuk Lo  | 21:5, 21:10  |
| 30.07 | Háječková/Klapalová | 2:0   | Rigobert/Li Yuk Lo  | 21:10, 21:11 |
| 30.07 | Felisberta/França   | 2:0   | Holtwick/Semmler    | 21:18, 21:13 |
| 1.08  | Holtwick/Semmler    | 2:0   | Rigobert/Li Yuk Lo  | 21:11, 21:10 |
| 1.08  | Felisberta/França   | 2:0   | Háječková/Klapalová | 21:12, 21:18 |

### Grupa B
Tabela
| Lp. | Drużyna              | Pkt | Mecze | Mecze | Mecze | Sety | Sety | Sety  | Małe punkty | Małe punkty | Małe punkty |
| Lp. | Drużyna              | Pkt | M     | W     | P     | wyg. | prz. | ratio | zdob.       | str.        | ratio       |
| --- | -------------------- | --- | ----- | ----- | ----- | ---- | ---- | ----- | ----------- | ----------- | ----------- |
| 1   | Xue/Zhang            | 5   | 3     | 2     | 1     | 5    | 3    | 1.667 | 140         | 143         | 0.979       |
| 2   | Wasina/Wozakowa      | 5   | 3     | 2     | 1     | 5    | 4    | 1.250 | 156         | 150         | 1.040       |
| 3   | Kuhn/Zumkehr         | 4   | 3     | 1     | 2     | 4    | 4    | 1.000 | 144         | 136         | 1.059       |
| 4   | Arwaniti/Tsiartsiani | 4   | 3     | 1     | 2     | 2    | 5    | 0.400 | 119         | 130         | 0.915       |

Źródło: 
Zasady ustalania kolejności: 1. liczba zdobytych punktów; 2. wyższy stosunek setów; 3. wyższy stosunek małych punktów.
Punktacja: zwycięstwo – 2 pkt; porażka – 1 pkt
Wyniki
| Data  | Drużyna 1            | Wynik | Drużyna 2            | Sety                |
| ----- | -------------------- | ----- | -------------------- | ------------------- |
| 28.07 | Xue/Zhang            | 1:2   | Wasina/Wozakowa      | 21:18 14:21 14:16   |
| 28.07 | Kuhn/Zumkehr         | 2:0   | Arwaniti/Tsiartsiani | 21:13, 21:19        |
| 30.07 | Xue/Zhang            | 2:1   | Kuhn/Zumkehr         | 21:18, 16:21, 15:8  |
| 30.07 | Arwaniti/Tsiartsiani | 2:1   | Wasina/Wozakowa      | 18:21, 21:13, 15:12 |
| 1.08  | Xue/Zhang            | 2:0   | Arwaniti/Tsiartsiani | 21:17, 21:16        |
| 1.08  | Kuhn/Zumkehr         | 1:2   | Wasina/Wozakowa      | 17:21, 21:19, 9:15  |

### Grupa C
Tabela
| Lp. | Drużyna             | Pkt | Mecze | Mecze | Mecze | Sety | Sety | Sety  | Małe punkty | Małe punkty | Małe punkty |
| Lp. | Drużyna             | Pkt | M     | W     | P     | wyg. | prz. | ratio | zdob.       | str.        | ratio       |
| --- | ------------------- | --- | ----- | ----- | ----- | ---- | ---- | ----- | ----------- | ----------- | ----------- |
| 1   | May-Treanor/Walsh   | 6   | 3     | 3     | 0     | 6    | 1    | 6.000 | 137         | 109         | 1.257       |
| 2   | Kolocová/Sluková    | 5   | 3     | 2     | 1     | 4    | 4    | 1.000 | 133         | 137         | 0.971       |
| 3   | Schwaiger/Schwaiger | 4   | 3     | 1     | 2     | 4    | 5    | 0.800 | 141         | 150         | 0.940       |
| 4   | Cook/Hinchley       | 3   | 3     | 0     | 3     | 2    | 6    | 0.333 | 136         | 151         | 0.901       |

Źródło: 
Zasady ustalania kolejności: 1. liczba zdobytych punktów; 2. wyższy stosunek setów; 3. wyższy stosunek małych punktów.
Punktacja: zwycięstwo – 2 pkt; porażka – 1 pkt
Wyniki
| Data  | Drużyna 1           | Wynik | Drużyna 2           | Sety                |
| ----- | ------------------- | ----- | ------------------- | ------------------- |
| 28.07 | Kolocová/Sluková    | 2:1   | Schwaiger/Schwaiger | 10:21, 21:13, 15:13 |
| 28.07 | May-Treanor/Walsh   | 2:0   | Cook/Hinchley       | 21:18, 21:19        |
| 30.07 | Schwaiger/Schwaiger | 2:1   | Cook/Hinchley       | 18:21, 22:20, 15:10 |
| 30.07 | May-Treanor/Walsh   | 2:0   | Kolocová/Sluková    | 21:14, 21:19        |
| 1.08  | Kolocová/Sluková    | 2:1   | Cook/Hinchley       | 21:16, 18:21, 15:11 |
| 1.08  | May-Treanor/Walsh   | 2:1   | Schwaiger/Schwaiger | 17:21, 21:8, 15:10  |

### Grupa D
Tabela
| Lp. | Drużyna             | Pkt | Mecze | Mecze | Mecze | Sety | Sety | Sety  | Małe punkty | Małe punkty | Małe punkty |
| Lp. | Drużyna             | Pkt | M     | W     | P     | wyg. | prz. | ratio | zdob.       | str.        | ratio       |
| --- | ------------------- | --- | ----- | ----- | ----- | ---- | ---- | ----- | ----------- | ----------- | ----------- |
| 1   | Kessy/Ross          | 6   | 3     | 3     | 0     | 6    | 2    | 3.000 | 149         | 130         | 1.146       |
| 2   | Baquerizo/Fernández | 5   | 3     | 2     | 1     | 5    | 3    | 1.667 | 150         | 143         | 1.049       |
| 3   | Keizer/van Iersel   | 4   | 3     | 1     | 2     | 4    | 4    | 1.000 | 134         | 126         | 1.063       |
| 4   | Gallay/Zonta        | 3   | 3     | 0     | 3     | 0    | 6    | 0.000 | 93          | 129         | 0.721       |

Źródło: 
Zasady ustalania kolejności: 1. liczba zdobytych punktów; 2. wyższy stosunek setów; 3. wyższy stosunek małych punktów.
Punktacja: zwycięstwo – 2 pkt; porażka – 1 pkt
Wyniki
| Data  | Drużyna 1           | Wynik | Drużyna 2           | Sety                |
| ----- | ------------------- | ----- | ------------------- | ------------------- |
| 29.07 | Keizer/van Iersel   | 1:2   | Baquerizo/Fernández | 21:14, 16:21, 11:15 |
| 29.07 | Kessy/Ross          | 2:0   | Gallay/Zonta        | 21:11, 21:18        |
| 31.07 | Baquerizo/Fernández | 2:0   | Gallay/Zonta        | 22:20, 21:16        |
| 31.07 | Kessy/Ross          | 2:1   | Keizer/van Iersel   | 21:15, 12:21, 15:8  |
| 2.08  | Keizer/van Iersel   | 2:0   | Gallay/Zonta        | 21:12, 21:16        |
| 2.08  | Kessy/Ross          | 2:1   | Baquerizo/Fernández | 21:19, 19:21, 19:17 |

### Grupa E
Tabela
| Lp. | Drużyna              | Pkt | Mecze | Mecze | Mecze | Sety | Sety | Sety  | Małe punkty | Małe punkty | Małe punkty |
| Lp. | Drużyna              | Pkt | M     | W     | P     | wyg. | prz. | ratio | zdob.       | str.        | ratio       |
| --- | -------------------- | --- | ----- | ----- | ----- | ---- | ---- | ----- | ----------- | ----------- | ----------- |
| 1   | Antonelli/Antunes    | 6   | 3     | 3     | 0     | 6    | 2    | 3.000 | 161         | 138         | 1.167       |
| 2   | Goller/Ludwig        | 5   | 3     | 2     | 1     | 5    | 3    | 1.667 | 160         | 141         | 1.135       |
| 3   | Meppelink/van Gestel | 4   | 3     | 1     | 2     | 2    | 4    | 0.500 | 103         | 120         | 0.858       |
| 4   | Bawden/Palmer        | 3   | 3     | 0     | 3     | 2    | 6    | 0.333 | 126         | 151         | 0.834       |

Źródło: 
Zasady ustalania kolejności: 1. liczba zdobytych punktów; 2. wyższy stosunek setów; 3. wyższy stosunek małych punktów.
Punktacja: zwycięstwo – 2 pkt; porażka – 1 pkt
Wyniki
| Data  | Drużyna 1         | Wynik | Drużyna 2            | Sety                |
| ----- | ----------------- | ----- | -------------------- | ------------------- |
| 29.07 | Goller/Ludwig     | 2:1   | Bawden/Palmer        | 21:18, 19:21, 15:5  |
| 29.07 | Antonelli/Antunes | 2:0   | Meppelink/van Gestel | 21:10, 21:19        |
| 31.07 | Antonelli/Antunes | 2:1   | Goller/Ludwig        | 21:19, 29:31, 15:13 |
| 31.07 | Bawden/Palmer     | 0:2   | Meppelink/van Gestel | 19:21, 15:21        |
| 2.08  | Goller/Ludwig     | 2:0   | Meppelink/van Gestel | 21:18, 21:14        |
| 2.08  | Antonelli/Antunes | 2:1   | Bawden/Palmer        | 18:21, 21:16, 15:9  |

### Grupa F
Tabela
| Lp. | Drużyna            | Pkt | Mecze | Mecze | Mecze | Sety | Sety | Sety  | Małe punkty | Małe punkty | Małe punkty |
| Lp. | Drużyna            | Pkt | M     | W     | P     | wyg. | prz. | ratio | zdob.       | str.        | ratio       |
| --- | ------------------ | --- | ----- | ----- | ----- | ---- | ---- | ----- | ----------- | ----------- | ----------- |
| 1   | Cicolari/Menegatti | 6   | 3     | 3     | 0     | 6    | 2    | 3.000 | 154         | 124         | 1.242       |
| 2   | Chomiakowa/Ukołowa | 5   | 3     | 2     | 1     | 5    | 3    | 1.667 | 147         | 150         | 0.980       |
| 3   | Dampney/Mullin     | 4   | 3     | 1     | 2     | 2    | 5    | 0.400 | 119         | 136         | 0.875       |
| 4   | Lessard/Martin     | 3   | 3     | 0     | 3     | 3    | 6    | 0.500 | 158         | 176         | 0.898       |

Źródło: 
Zasady ustalania kolejności: 1. liczba zdobytych punktów; 2. wyższy stosunek setów; 3. wyższy stosunek małych punktów.
Punktacja: zwycięstwo – 2 pkt; porażka – 1 pkt
Wyniki
| Data  | Drużyna 1          | Wynik | Drużyna 2          | Sety                |
| ----- | ------------------ | ----- | ------------------ | ------------------- |
| 29.07 | Cicolari/Menegatti | 2:1   | Chomiakowa/Ukołowa | 17:21, 21:18, 15:8  |
| 29.07 | Dampney/Mullin     | 2:1   | Lessard/Martin     | 17:21, 21:14, 15:13 |
| 31.07 | Dampney/Mullin     | 0:2   | Cicolari/Menegatti | 18:21, 12:21        |
| 31.07 | Chomiakowa/Ukołowa | 2:1   | Lessard/Martin     | 21:18, 28:30, 15:13 |
| 2.08  | Cicolari/Menegatti | 2:1   | Lessard/Martin     | 21:12, 23:25, 15:10 |
| 2.08  | Dampney/Mullin     | 0:2   | Chomiakowa/Ukołowa | 23:25, 13:21        |

### Play-off drużyn z 3. miejsc
| Data | Drużyna 1                          | Wynik | Drużyna 2                            | Sety         |
| ---- | ---------------------------------- | ----- | ------------------------------------ | ------------ |
| 2.08 | Doris Schwaiger/Stefanie Schwaiger | 2:0   | Zara Dampney/Shauna Mullin           | 21:15, 21:12 |
| 2.08 | Lenka Háječková/Hana Klapalová     | 0:2   | Madelein Meppelink/Sophie van Gestel | 17:21, 17:21 |

## 1/8 finału
| Data | Drużyna 1                                 | Wynik | Drużyna 2                            | Sety               |
| ---- | ----------------------------------------- | ----- | ------------------------------------ | ------------------ |
| 3.08 | Juliana Felisberta/Larissa França         | 2:0   | Madelein Meppelink/Sophie van Gestel | 21:10, 21:17       |
| 3.08 | Sara Goller/Laura Ludwig                  | 2:0   | Katrin Holtwick/Ilka Semmler         | 21:16, 21:15       |
| 3.08 | Simone Kuhn/Nadine Zumkehr                | 0:2   | Jennifer Kessy/April Ross            | 15:21, 19:21       |
| 3.08 | Doris Schwaiger/Stefanie Schwaiger        | 2:1   | Anastasija Wasina/Anna Wozakowa      | 21:17, 16:21, 15:9 |
| 4.08 | Jekatierina Chomiakowa/Jewgienija Ukołowa | 0:2   | Xue Che/Zhang Xi                     | 12:21, 11:21       |
| 4.08 | Elsa Baquerizo/Liliana Fernández          | 0:2   | Greta Cicolari/Marta Menegatti       | 15:21, 15:21       |
| 4.08 | Maria Antonelli/Talita Antunes            | 1:2   | Kristýna Kolocová/Markéta Sluková    | 16:21, 22:20, 9:15 |
| 4.08 | Misty May-Treanor/Kerri Walsh             | 2:0   | Sanne Keizer/Marleen van Iersel      | 21:13, 21:12       |

## Ćwierćfinał
| Data | Drużyna 1                         | Wynik | Drużyna 2                          | Sety         |
| ---- | --------------------------------- | ----- | ---------------------------------- | ------------ |
| 5.08 | Xue Che/Zhang Xi                  | 2:0   | Doris Schwaiger/Stefanie Schwaiger | 21:18, 21:11 |
| 5.08 | Misty May-Treanor/Kerri Walsh     | 2:0   | Greta Cicolari/Marta Menegatti     | 21:13, 21:13 |
| 5.08 | Kristýna Kolocová/Markéta Sluková | 0:2   | Jennifer Kessy/April Ross          | 23:25, 18:21 |
| 5.08 | Juliana Felisberta/Larissa França | 2:0   | Sara Goller/Laura Ludwig           | 21:10, 21:19 |

### Półfinał
| Data | Drużyna 1                         | Wynik | Drużyna 2                 | Sety                |
| ---- | --------------------------------- | ----- | ------------------------- | ------------------- |
| 7.08 | Juliana Felisberta/Larissa França | 1:2   | Jennifer Kessy/April Ross | 21:15, 19:21, 12:15 |
| 7.08 | Misty May-Treanor/Kerri Walsh     | 2:0   | Xue Che/Zhang Xi          | 22:20, 22:20        |

### Mecz. o 3. miejsce
| Data | Drużyna 1        | Wynik | Drużyna 2                         | Sety                |
| ---- | ---------------- | ----- | --------------------------------- | ------------------- |
| 8.08 | Xue Che/Zhang Xi | 1:2   | Juliana Felisberta/Larissa França | 21:11, 19:21, 12:15 |

### Finał
| Data | Drużyna 1                     | Wynik | Drużyna 2                 | Sety         |
| ---- | ----------------------------- | ----- | ------------------------- | ------------ |
| 8.08 | Misty May-Treanor/Kerri Walsh | 2:0   | Jennifer Kessy/April Ross | 21:16, 21:16 |

## Klasyfikacja końcowa
| Miejsce | Drużyna                           |
| ------- | --------------------------------- |
| złoto   | Misty May-Treanor/Kerri Walsh     |
| srebro  | Jennifer Kessy/April Ross         |
| brąz    | Juliana Felisberta/Larissa França |
| 4.      | Xue Che/Zhang Xi                  |